# Joso Živković
Joso Živković (Soja) (Kostrč, Orašje, 1. travnja 1960.), hrv. pjesnik i slikar iz BiH.
Osnovnu naobrazbu stekao u rodnom mjestu, Orašju i Zagrebu. Živio je i radio u nekoliko država zapadne Europe, te putovao po svim kontinentima.
Objavljivao je u brojnim časopisima i sudjelovao na književnim skupovima u zemlji i inozemstvu. Njegove pjesme zastupljene su u mnogim zajedničkim zbirkama, antologijama i zbornicima pjesama u Europi i svijetu. 
Prevođen je na engleski, njemački jezik, danski, francuski, španjolski, talijanski, ruski, bugarski, arapski i turski jezik. Za svoj pjesnički rad dobio je nagrade: Antun Branko Šimić, Dubravko Horvatić i fra Martin Nedić.
Do sada je objavio četiri samostalne zbirke pjesama:
- Koraci u sjeni, Sarajevo (pjesme, 1988.godine),
- Čekati dugu, Zagreb - Orašje (pjesme, 1994.godine),
- Gorka čaša, Zagreb - Orašje (pjesme, 1997.godine),
- Nenaviklost duše, Zagreb - Orašje  (pjesme, 2003.godine),
- Tišina raspadanja, Mostar (pjesme, 2015.godine),
- Tragom pokorenih želja, Osijek – Mostar (pjesme, 2019.godine) i
- Rast do dna, Zagreb (izabrane pjesme, 2021.godine).

Član je Društva hrvatskih književnika Herceg-Bosne, Društva hrvatskih književnika, Društva pisaca Bosne i Hercegovine i Društva novinara Bosne i Hercegovine.
U traženju cjelovitog izričaja, pored pisanja poezije bavio se slikarstvom, a poslije fotografijom. Izlagao je u Orašju, Tuzli, Županji, Pleternici, Vinkovcima, Hamburgu i kneževini Lihtenštajn.